# سان بيدرو دي لا باز
سان بيدرو دي لا باز (تلفظ بالإسبانية: ‎/sam ˈpeðɾo ðe la pas/‏) مدينة شيلية وبلدية تقع في محافظة كونثبثيون، إقليم بيو بيو. تبلغ ساكنته 80,447 نسمة وفقا لتعداد الوطني في 2002. في عام 2005 ، اكتمل شارع بدرو أغيري سيردا، الشارع الرئيسي في المدينة، . معظم سكان هذه المدينة ينتقلون يوميا إلى كونثيبثيون - إما بالسيارة أو الحافلة أو بالقطار - على نهر بيو بيو. وتعتبر جزءا من أكبر كونسبسيون الحضرية.
أنشئ سان بيدرو  خلال فترة الفتح شيلي أول حصن لا كانديلاريا الذي دمر بعد وفاة الحاكم مارتن غارسيا أونيز دي لويولا في عام 1599. وكان بناؤها من قبل ألونسو دي ريبيرا كجزء من لا فرونتيرا  كما شأن فورت سان بيدرو دي لا باز في 1603. مستوطنة صغيرة نشأت حوله. خلال حرب الاستقلال التشيلية أحرقت المدينة في عام 1821 من طرف الملك خوان مانويل بيكو على أمر من فيسنتي بينافيديس خلال معركة سان بيدرو. أطاح زلزال كونسيبسيون بالحصن سنة 1835 

## التركيبة السكانية
وفقا لتعداد 2002 الذي أجراه المعهد الوطني للإحصاء، تمتد سان بيدرو دي لا باز على مساحة 112.5 كيلومتر مربع (43 ميل2) ومن 80,447 نسمة (38,571 الرجال 41,876 النساء). وتشمل أيضا 80,159 (99.6%) يعيشون في المناطق الحضرية و 288 (0.4%) في المناطق الريفية. زاد السكان بنسبة 18.6% (12,630 الأشخاص) بين عامي 1992 و 2002 التعدادات.

## الإدارة
كما أن مدينة سان بيدرو دي لا باز هو الثالث على مستوى التقسيم الإداري لشيلي وتدار من قبل المجلس البلدي برئاسة أحد القضاة الذين ينتخبون مباشرة كل أربع سنوات. أوديتو ريتامال لازو هو القاضي من  2008-2012 (Ind.).
داخل الدوائر الانتخابية في شيلي, سان بيدرو دي لا باز ممثلة في مجلس النواب من قبل خوسيه ميغيل أورتيز (PDC) وانريكي فان ريسيلبورغ (UDI) كجزء من 44 الدائرة الانتخابية (جنبا إلى جنب مع كونسبسيون وشيجويانت). المدينة ممثلة في مجلس الشيوخ من قبل أليخاندرو نافارو براين (MAS) و حسين سباغ كاستيلو (PDC) كجزء من 12 دائرة لمجلس الشيوخ الدائرة (بيوبيو-كورديليرا).

## وصلات خارجية
- بلدية San Pedro de la Paz